# Sule (Fluss)
Die Sule gehört zum Flusssystem der Weser. Mit einer Länge von etwa 18,5 km fließt sie ausschließlich im Landkreis Diepholz (Niedersachsen).
Sie entspringt nördlich von Scholen, fließt dann in südlicher Richtung durch die Orte Samtgemeinde Schwaförden, Sulingen, Samtgemeinde Kirchdorf und mündet bei Barenburg in die Große Aue.
Der Name leitet sich wahrscheinlich vom Ort Sulingen ab.